# 26
26（二十六、廿六、にじゅうろく、はたむ、はたちあまりむつ）は自然数、また整数において、25の次で27の前の数である。

## 性質
- 26は合成数であり、約数は 1, 2, 13, 26 である。
  - 約数の和は42。
  - 素数を除いて σ(n) − n が平方数になる6番目の数である。1つ前は24、次は56。ただしσは約数関数。(オンライン整数列大辞典の数列 A048699)
- 1/26 = 0.0384615… (下線部は循環節で長さは6)
  - 逆数が循環小数になる数で循環節が6になる5番目の数である。1つ前は21、次は28。
- 26 = 2 × 13
  - 10番目の半素数である。1つ前は25、次は33。
  - n = 1 のときの 13 × 2n の値とみたとき1つ前は13、次は52。(オンライン整数列大辞典の数列 A005029)
- 262 = 676
  - 2乗して回文数になる最小の非回文数である。次は264。(2642 = 69696)
- 3乗した数の各桁の数の和が元の数になる数である。263 = 17576, 1 + 7 + 5 + 7 + 6 = 26。
  - このような数は6個あり、他は1, 8, 17, 18, 27。
- 26 = 52 + 1 = 33 − 1
  - 平方数と立方数に挟まれた唯一の自然数である[1]。
- 262 + 1 = 677 であり、 n2 + 1 の形で素数を生む10番目の数である。1つ前は24、次は36。
- 26! = 403291461126605635584000000 である（27桁）。
- 散在型単純群の個数
- ノントーティエントの2番目の偶数である。1つ前は14、次は34。
- 各位の和が26になるハーシャッド数の最小は1898、10000までに9個ある。
- 各位の和が8になる3番目の数である。1つ前は17、次は35。
- 各位の平方和が40になる最小の数である。次は62。(オンライン整数列大辞典の数列 A003132)
  - 各位の平方和が n になる最小の数である。1つ前の39は1116、次の41は45。(オンライン整数列大辞典の数列 A055016)
- 各位の立方和が224になる最小の数である。次は62。(オンライン整数列大辞典の数列 A055012)
  - 各位の立方和が n になる最小の数である。1つ前の223は1223335、次の225は126。(オンライン整数列大辞典の数列 A165370)
- 26 = 52 + 1
  - n = 5 のときの n2 + 1 の値とみたとき1つ前は17、次は37。(オンライン整数列大辞典の数列 A002522)
  - n = 2 のときの 5n + 1 の値とみたとき1つ前は6、次は126。(オンライン整数列大辞典の数列 A034474)
  - 26 = 12 + 52
    - 異なる2つの平方数の和で表せる7番目の数である。1つ前は25、次は29。(オンライン整数列大辞典の数列 A004431)
- 26 = 33 − 1
  - n = 3 のときの n3 − 1 の値とみたとき1つ前は7、次は63。(オンライン整数列大辞典の数列 A068601)
  - n = 3 のときの 3n − 1 の値とみたとき1つ前は8、次は80。(オンライン整数列大辞典の数列 A024023)
- 26 = 12 + 32 + 42
  - 3つの平方数の和1通りで表せる13番目の数である。1つ前は24、次は29。(オンライン整数列大辞典の数列 A025321)
  - 異なる3つの平方数の和1通りで表せる3番目の数である。1つ前は21、次は29。(オンライン整数列大辞典の数列 A025339)
  - n = 2 のときの 1n + 3n + 4n の値とみたとき1つ前は8、次は92。(オンライン整数列大辞典の数列 A074506)
- 桁の調和平均が3になる2番目の数である。1つ前は3、次は33。(オンライン整数列大辞典の数列 A062181)
例．2/1/2 + 1/6 = 3
- 26 = 24 + 23 + 2
  - n = 2 のときの n4 + n3 + n の値とみたとき1つ前は3、次は111。(オンライン整数列大辞典の数列 A100606)

## その他 26 に関連すること
- 原子番号26番の元素は、鉄 (Fe)。
- 第26代天皇は、継体天皇。
- 第26代内閣総理大臣は、田中義一。
- 通算して第26代の征夷大将軍は、足利義材（室町幕府第10代将軍）。
- 大相撲の第26代横綱は、大錦卯一郎。
- アメリカ合衆国第26代大統領は、セオドア・ルーズベルト。
- アメリカ合衆国の26番目の州は、ミシガン州。
- JIS X 0401、ISO 3166-2:JPの都道府県コードの「26」は京都府。
- 殷朝第26代帝は、庚丁。
- 周朝第26代王は、敬王。
- 第26代ローマ教皇はフェリクス1世（在位：269年1月5日～274年12月30日）である。
- 易占の六十四卦で第26番目の卦は、山天大畜。
- クルアーンにおける第26番目のスーラは詩人たちである。
- ラテンアルファベットの総数は、26個。
- トランプのカードで黒のカードと赤のカードは、共に26枚。
- 伊号第二十六潜水艦（伊26）は、日本の潜水艦。
- An-26 アントノフ26は、ソ連の輸送機。
- AIM-26 ファルコンは、アメリカのミサイル。
- B-26 マローダーは、アメリカの爆撃機。
- C26 は、イギリスの潜水艦。
- Do 26 は、ドイツの飛行艇。
- スオミ KP/-26 は、フィンランドの短機関銃。
- Mark 26 は、アメリカの核爆弾。
- Mi-26 は、ソ連の輸送ヘリコプター。
- P-26 ピーシューターは、アメリカの戦闘機。
- RPG-26 は、ソ連の対戦車ロケット弾発射器。
- PZL 26 は、ポーランドのスポーツ機。
- S-26 は、アメリカの潜水艦。
- 各種の T-26
- X-26 は、アメリカのグライダー。
- 26型軽巡洋艦は、ソ連のキーロフ級軽巡洋艦。
- 二十六年式拳銃は、大日本帝国陸軍の拳銃。
- 日本のプロ野球チーム千葉ロッテマリーンズでは、2005年より背番号26を「ファンのための番号」として欠番にしている（「ベンチ入り26人目の選手」という意味）。
- 第26集団軍は、中国人民解放軍陸軍の集団軍。
- 各国の第26師団
- 第26連隊
  - 大日本帝国陸軍歩兵第26連隊
  - 陸上自衛隊第26普通科連隊
- 日本二十六聖人：豊臣秀吉によって、長崎で粛清されたキリスト教徒。
- 26は、日本のバンドDIMENSIONのアルバム。
- 東京都にある市の数は26。

## 符号位置
| 記号 | Unicode | JIS X 0213 | 文字参照          | 名称                     |
| ---- | ------- | ---------- | ----------------- | ------------------------ |
| ㉖   | U+3256  | 1-8-38     | &#x3256; &#12886; | CIRCLED DIGIT TWENTY SIX |